# 陳洪 (立法委員)
陈洪（1901年—1997年），字次仲，江苏无锡人。中华民国法学家、政治人物。

## 生平
- 法國里昂大學國授法學碩士
- 國立中央大學、私立金陵大學、大夏大學等教授
- 交通部法規委員會委員兼組主任
- 中央政治委員會法制專門委員會委員兼秘書
- 國防最高委員會法制專門委員會委員兼秘書
- 行憲前立法委員
- 司法行政部司法官訓練班教師

生于1901年（清光绪二十七年）。1921年随吴稚晖赴法国，先后毕业于里昂中法大学、里昂大学，获法学硕士学位。1932年归国后，应聘出任国立中央大学、金陵大学教授。后转任国民政府交通部法规委员会委员兼电政组主任。1938年最高国防委员会成立后，任该会之法制专门委员会专任委员兼秘书。1946年，任国民政府立法院立法委员。1948年，当选行宪第一届立法院立法委员。赴台湾后，仍为立法院立法委员，并任立法院交通委员会召集委员。，約1997年去世

## 家庭
- 父：陈仲英，曾与吴稚晖等人发起留法勤工俭学。
- 兄：陈源
- 妻：王宗瑶[9]